# Natascha Küderli
Natascha Küderli (* 30. Juli 1970 in Zürich) ist eine schweizerisch-deutsche Foto- und Film-Künstlerin.

## Leben und Werk
Natascha Küderli wurde 1970 in Zürich als Tochter einer deutschen Mutter und eines Schweizer Vaters geboren. Nach einer Ausbildung als Keramikerin studierte sie von 1992 bis 1996 Architektur an der Fachhochschule Erfurt und von 1997 bis 1999 am Berlage Institute (Center for Advanced Studies in Architecture and Urban Design) in Amsterdam. Im Jahr 2000 arbeitete sie während der Olympischen Spiele in Sydney für das Creative Arts Department More than Gold und von 2006 bis 2010 für das Münchner Architekturbüro SEP (Stadt Entwicklung Planung). Seit 2010 ist sie Mitglied im Verein der Berliner Künstlerinnen 1867 und arbeitet hauptberuflich als Künstlerin im Bereich Fotografie und Film.
Architektur, Natur und Bewegung sind Hauptthemen in Küderlis Kunst. Sie interessiert sich für Strukturen und Bewegungsabläufe, für die Dynamik der Stadt, die sie in fotografischen Collagen in Szene setzt.
Natascha Küderli hat mehrfach in München und Berlin ausgestellt und ihre Arbeiten wurden in private wie auch öffentliche Kunstsammlungen aufgenommen, u. a. in die Gunter Sachs Collection, die Sammlung der Credit Suisse und der Deutschen Bahn AG. Mit ihrer experimentellen Filmcollage Berlin layers of movement (2014, 45 Min) war Küderli bei zahlreichen Filmfestivals vertreten.
Natascha Küderli lebt und arbeitet in München, das auch im Mittelpunkt ihres neuen filmischen Kunstprojekts München – Seele einer Stadt stehen soll.

## Ausstellungen

### Einzelausstellungen (Auswahl)
- 2021: Himmel & Erde – Mimikry Grafik und Handwerk, Leipzig
- 2019: Layers of movement – Film und analoge Fotocollage, GASAG Kunstraum, Berlin
- 2018: Berlin – Layers of Movement, Deutsche Bahn AG, Hauptbahnhof und Ostbahnhof Berlin
- 2017: Projektion der Collage Zwischenwelt III, Kirche St. Paul, München
- 2010: Undefined Spaces, Galerie Oberföhring

### Gruppenausstellungen (Auswahl)
- 2022: The Human Blueprint & Planet Human – Rotterdam Photo Festival, Rotterdam
- 2020: Chaos & Aufbruch – Berlin 1920|2020, Stadtmuseum Berlin
- 2019: Berlin Bewegt, Ausstellung des Vereins der Berliner Künstlerinnen, Berlin
- 2019: Gunter Sachs – Kamerakunst, Kunsthalle Schweinfurt
- 2017: 150 Jahre VdBK, Verein der Berliner Künstlerinnen, Berlin

## Veröffentlichungen

### Film
- Berlin layers of movement, 2014

### Kataloge
- Gunter Sachs – Kamerakunst. Fotografie, Film und Sammlung. Hirmer, München 2019.
- Neue Positionen – Verein der Berliner Künstlerinnen 1867. Michael Imhof Verlag, Petersberg 2019.
- Collagiert = Collaged. Marion Bierling, München 2019.
- SACRED. The experience of beyond. Magazine #2. Urbanautica Institute, 2020.